# Драгасакис, Яннис
Яннис Драгасакис (греч.  Γιάννης Δραγασάκης, род. 1 января 1947, Ласитион, Крит) — греческий экономист и политик. С 23 сентября 2015 года по 9 июля 2019 года являлся вице-премьером в правительстве Алексиса Ципраса.
В бытность студентом участвовал в деятельности молодёжной организации  Единой демократической левой партии. Он изучал экономику в Греции и в  Лондонской школе экономики, был активным противником  греческой военной диктатуры.
Был одним из ведущих членов  Коммунистической партии до 1991 года, когда при её расколе с левой коалицией Синаспизмос (будущим ядром СИРИЗА) не перешёл в последнюю. 27 февраля 1991 года на 13-м съезде КПГ баллотировался на пост Генерального секретаря ЦК, уступил Алеке Папариге всего четыре голоса.
На выборах 1989 года впервые получил мандат депутата парламента. С 13 ноября 1989 года по 13 февраля 1990 года был заместителем министра экономики в коалиционном правительстве правоцентристского премьера  Ксенофона Золотаса. С 2012 по 2015 год он был вице-спикером парламента Греции.
Ныне является членом партийного руководства СИРИЗА, считается представителем её правого крыла.

## Ссылка
- dragasakis.gr — официальный сайт Янниса Драгасакиса